# 达那俄斯
达那俄斯（希腊语：Δαναός）埃及国王柏罗斯之子。他的孪生兄弟埃古普托斯有50个儿子，他们追求他的50个女儿達那伊得斯。他从兄弟那里逃出，来到阿尔戈斯，受到珀拉斯戈斯的接待，他在那里教民掘井，后来成为阿尔戈斯国王。埃古普托斯的儿子们也来到阿尔戈斯，强迫达那俄斯把女儿嫁给他们。达那俄斯的女儿们遵从父命，在新婚之夜杀死自己的丈夫，只有许珀耳涅斯特拉未曾从命，没有对丈夫林叩斯下手。达那俄斯的女儿们犯下罪行，在死后永远受到惩罚，永无止境地往无底桶里灌水。

## 影响
关于达那俄斯及其女儿们的传说由埃斯库罗斯改编成为悲剧《乞援人》。

## 资料来源
- 《神话辞典》，（苏联）M·H·鲍特文尼克等，统一书号：2017·304